# Rhorus
Rhorus is een geslacht van insecten uit de orde vliesvleugeligen (Hymenoptera) en de familie Ichneumonidae.

## Soorten
- R. abnormiceps (Roman, 1909)
- R. alpinator Aubert, 1965
- R. alpinipunctor Aubert, 1994
- R. anglicator Aubert, 1988
- R. angulatus (Thomson, 1888)
- R. austriator Aubert, 1988
- R. bartelti Luhman, 1981
- R. binotatus (Kriechbaumer, 1897)
- R. borealis (Ashmead, 1902)
- R. caucasicus Kasparyan, 1985
- R. clapini (Provancher, 1876)
- R. corsicator Aubert, 1988
- R. croesae Barron, 1986
- R. chrysopus (Gmelin, 1790)
- R. chrysopygus (Roman, 1909)
- R. dentatus Barron, 1986
- R. discrepans (Habermehl, 1922)
- R. elongatus Barron, 1986
- R. exstirpatorius (Gravenhorst, 1829)
- R. fasciatus (Gravenhorst, 1829)
- R. femoralis (Holmgren, 1857)
- R. ferrugineus Barron, 1986
- R. flavopictus (Strobl, 1903)
- R. fulvus Barron, 1986
- R. gamboai Gauld, 1997
- R. gaspesianulus Luhman, 1981
- R. gracilitor Aubert, 1983
- R. hervieuxii (Provancher, 1879)
- R. laophilus (Heinrich, 1953)
- R. lapponicus (Roman, 1909)
- R. longicornis (Holmgren, 1858)
- R. longigena (Thomson, 1883)
- R. macremphytae Barron, 1986
- R. neustriae (Schrank, 1802)
- R. neuter Aubert, 1988
- R. nigrifrons (Holmgren, 1883)
- R. nigritarsis (Hedwig, 1956)
- R. orientalis (Cameron, 1909)
- R. palustris (Holmgren, 1857)
- R. pilosus (Davis, 1897)
- R. planarius Barron, 1986
- R. punctatus Barron, 1986
- R. punctus (Gravenhorst, 1829)
- R. rufomediator Aubert, 1994
- R. subfasciatus (Stephens, 1835)
- R. substitutor (Thunberg, 1822)
- R. takagii (Uchida, 1931)
- R. tristis (Provancher, 1886)
- R. varifrons (Cresson, 1868)
- R. versator Aubert, 1994